# داگلاس سی-۱
داگلاس سی-۱ (به انگلیسی: Douglas C-1) یک هواپیمای ساختِ کارخانهٔ شرکت هواپیماسازی داگلاس در کشور ایالات متحده آمریکا است. نخستین استفاده‌کنندهٔ این هواپیما بنگاه هوایی ارتش ایالات متحده آمریکا بوده‌است. این هواپیما برای نخستین بار در ۲ مه ۱۹۲۵ میلادی مورد استفاده قرار گرفت.